# تی‌اوان ۶۱۸
تی‌اوان ۶۱۸ (انگلیسی: TON 618) یک اختروَش بسیار دور و فوق‌العاده درخشان است که در صورت فلکی تازی‌ها واقع شده‌است. این اختروَش حاوی بزرگترین سیاه‌چالهٔ شناخته شده با جرمی معادل ۶۶ میلیارد M☉ جرم خورشیدی است.
چون اختروَش‌ها تا سال ۱۹۶۳ شناخته شده نبودند، ماهیت این جرم فضایی، هنگامی که برای نخستین بار در سال ۱۹۵۷ کشف شد، هنوز مشخص نبود. حوالی سال ۱۹۷۰ مشخص شد که امواج رادیویی از سمت این جرم فضایی ساطع می‌شود و ثابت شد یک اختروَش است. سپس ماری هلن اولریش طیف نوری آن را در رصدخانه مک‌دونالد به‌دست‌آورد و در آنجا هم خط طیف نوری نشان داد که این جرم فضایی یک اختروَش است. از خطوط انتقال به سرخ مشخص بود که «تی‌اوان ۶۱۸» بسیار دور است و در نتیجه یکی از درخشان‌ترین اختروَش‌های شناخته شده بود.
عقیده بر آن است که «تی‌اوان ۶۱۸» یک قرص برافزایشی از گازهای به شدت داغ است که به‌دور یک سیاه‌چالهٔ عظیم‌الجثه در مرکز کهکشان می‌چرخد. نوری که از این اختروَش می‌آید در حدود ۱۰٫۴ میلیارد سال قدمت دارد. کهکشان اطراف آن نیز از زمین معلوم نیست، چرا که نور خودش، بیشتر از کهکشان اطراف است. با یک قدر مطلق ۳۰٫۷-، «تی‌اوان ۶۱۸» با یک توان تابشی به میزان ۴×۱۰۴۰ وات می‌درخشد، یا به عبارت دیگر،  به اندازهٔ روشناییِ ۱۴۰ تریلیون خورشید، که بدین ترتیب آنرا در زمرهٔ یکی از درخشان‌ترین اجرام گیتی قرار می‌دهد.
سرعت حرکت گازهای این جرم آسمانی، بسیار زیاد است و سری بالمر نشان داده که سرعتشان در حدود ۷۰۰۰ کیلومتر بر ثانیه است. جرم سیاه چالهٔ «تی‌اوان ۶۱۸» در حدود ۶۶ میلیارد جرم خورشیدی است و یک سیاه‌چاله کلان‌جرم محسوب می‌شود. شعاع شوارتزشیلد این سیاه‌چاله ۱٬۳۰۰ واحد نجومی (قطری در حدود ۳۹۰ میلیارد کیلومتر، یعنی بیش از ۴۰ برابر مدار نپتون) است.